# Люди и манекены
«Лю́ди и манеке́ны» — советский четырёхсерийный телевизионный художественный фильм.

## Краткое содержание
Главный герой фильма — московский таксист Егоров (Аркадий Райкин), который рассказывает об одном из своих рабочих дней. Встречи и разговоры (монологи) с разными пассажирами. В фильм вошли миниатюры из спектаклей «Холостяк», «Маски», «Смеяться, право, не грешно», «Многоберидзе», «Париж» и другие, сыгранные Аркадием Райкиным и его партнёрами по Ленинградскому театру миниатюр.

## В ролях
- Аркадий Райкин
- Виктория Горшенина
- Ольга Малоземова
- Наталья Соловьёва
- Людмила Гвоздикова
- Владимир Ляховицкий
- Максим Максимов
- Сергей Друзьяк

## Съёмочная группа
- Автор сценария Аркадий Райкин, М. Жванецкий, Л. Измайлов
- Режиссёры-постановщики Владимир Храмов, Аркадий Райкин
- Операторы-постановщики Юрий Журавлёв, Евгений Русаков
- Художники-постановщики Юрий Углов, А. Колегаев, Е. Епишкина
- Композитор Геннадий Гладков
- Музыку и песни исполняют ВИА «Голубые гитары»
- Дирижёр Георгий Гаранян
- Монтаж Н. Будник
- Директор фильма Григорий Гавендо

## В фильме использованы песни
Песня манекенов
- Музыка — Геннадий Гладков
- Слова — Борис Заходер
- Исполнители — Аркадий Райкин, Геннадий Хазанов / ВИА «Голубые гитары»

Добрый зритель в девятом ряду (1 серия)
- Музыка — Ян Френкель
- Слова — Игорь Шаферан
- Исполнитель — Аркадий Райкин
- Аранжировка — Геннадий Гладков

Летняя песенка (1 серия)
- Музыка — Матвей Блантер
- Слова — Владимир Лифшиц
- Исполнитель — Аркадий Райкин
- Аранжировка — Геннадий Гладков

Песня влюблённого пожарного (1 серия)
- Музыка — Борис Мокроусов
- Слова — Сергей Смирнов
- Исполнитель — Аркадий Райкин
- Аранжировка — Геннадий Гладков

Песенка таксиста (2—3 серии)
- Музыка — Геннадий Гладков
- Слова — Борис Заходер
- Исполнитель — Аркадий Райкин

Женщины и мужчины (3 серия)
- Музыка — Геннадий Гладков
- Слова — Юрий Энтин
- Исполнитель — Аркадий Райкин / ВИА «Голубые гитары»